# Szeldzsukida Demeter imereti herceg
Demeter (? – 1445 előtt), grúzul: დემეტრე,, Imereti uralkodója hercegi rangban. A Szeldzsuk-dinasztiából származott. Ortodox keresztény vallású volt.

## Élete

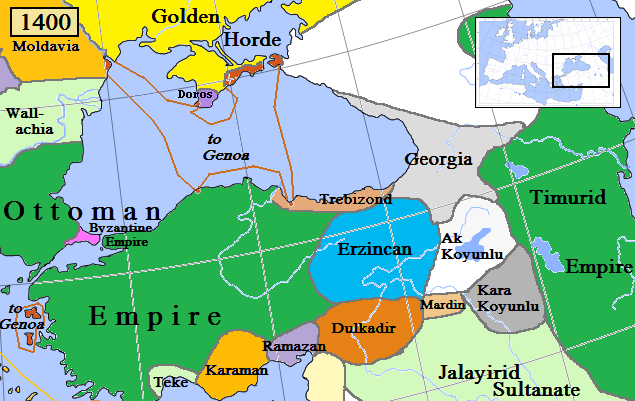
A Trapezunti Császárság és a maradék Bizánci Birodalom 1400-ban.

Apja a Szeldzsuk-dinasztiából származó I. Sándor imereti király (?–1389), VI. Dávid (Narin) (1225 körül–1293), 1245-től grúz királynak, Muhammad Mugith-ud-Din Turkán Sah/Gijász ad-Din (Demeter) erzurumi szeldzsuk herceg és I. Ruszudani grúz királynő fiának a dédunokája.
A lánytestvére, Tamar 1414-ben feleságül ment I. Sándor grúz királyhoz, I. Konstantin (1369 után–1412) grúz király és Kurcidze Natia (?–1412) fiaként V. (Nagy) Bagrat (–1393/5) grúz királynak és Komnénosz Anna (1357–1406 után) trapezunti császári hercegnőnek, III. Alexiosz trapezunti császár, valamint Kantakuzénosz Teodóra lányának az unokájhoz.

## Gyermeke
- Feleségétől, N. N., ismeretlen nevű és származású úrnőtől, 1 leány:[1]
  - Gulsari (Gul Sara, Gulkan(i), Gülhan) (?–1471), 1. férje Bagrationi György (1390–1446), I. Konstantin grúz király fia, 2 gyermek, 2. férje II. (Bagrationi) Demeter (1413 előtt–1455) imereti király, I. Sándor grúz királynak és 1. feleségének, Orbeliani Dulanduhti sziuniai hercegnőnek a fia, 2 fiú, összesen 4 gyermek, többek között:
    - (első házasságából: Bagrat (1435–1478), VI. Bagrat néven Grúzia királya és II. Bagrat néven Imereti királya, felesége Ilona N. (?–1510), 3 fiú
    - (első házasságából: Gulkan (Gaiana) (?–1508), férje Amirindo Zedzgenidze-Amilakvari, legalább 1 leány
    - (második házasságából: Dávid
    - (második házasságából: Konstantin (1447 után–1505), II. Konstantin néven Grúzia királya, felesége Tamar N. (?–1492 után), 7 fiú